# نبيل كاسل
نبيل كاسل (مواليد 10 مارس 1984) هو ملاكم جزائري، مثّل بلاده في الألعاب الأولمبية الصيفية في دورتي 2004 و2008.

## روابط خارجية
نبيل كاسل على موقع أوليمبيديا (الإنجليزية)